# El Baúl

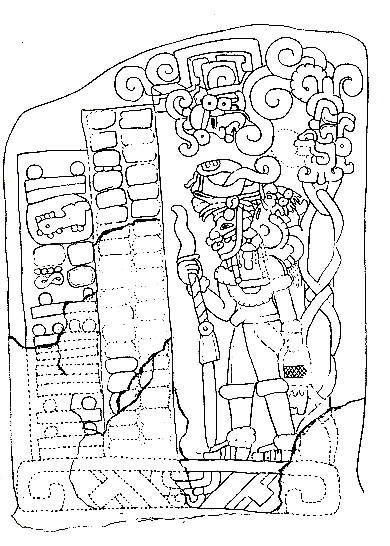
Stela 1 con calendario mesoamericano a conteggio lungo. La data è il 6 marzo 37 (7.19.15.7.12).

El Baúl è un sito archeologico costruito dalla civiltà Maya situato in Guatemala. El Baúl, assieme ai siti di Bilbao e El Castillo, fa parte del complesso archeologico di Cotzumalhuapa.
L'acropoli di El Baúl si trova a 4 km verso nord rispetto a Santa Lucía Cotzumalguapa, 550 metri sopra il livello del mare e a 50 km di distanza dall'oceano pacifico. Il complesso sud è stato distrutto nel 1997 in seguito all'urbanizzazione di questa città. Il campo adibito al tlachtli si trova a 500 metri nord rispetto all'acropoli. Il suo contesto geologico è vulcanico: il vulcano Fuego si trova a nord del sito.
La strada maggiore è lunga 2,5 km e larga da 11 a 14 metri, e serviva come via di comunicazione tra El Baúl e l'acropoli di Bilbao. Presso la strada vi era un tempo un ponte, usato per superare il fiume Santiago. Le mura del ponte sono ancora visibili lungo un tratto di fiume lungo 30 metri. Presso la strada sono state trovate molte sculture.